# Font de l'Hort de la Rosa
La Font de l'Hort de la Rosa és una font del terme municipal de Castell de Mur, en territori del poble del Meüll, de l'antic municipi de Mur, al Pallars Jussà.
Està situada a 969 m d'altitud, al sud-sud-est del Meüll, a prop del poble vell: uns 15 metres per sobre del nivell del poble i a uns 300 de distància. És a prop de Casa la Rosa i al sud dels Pous, al costat nord-est de la Censada de Sellamana.